# Brasão de armas da Costa Rica
O brasão de armas da Costa Rica é o Brasão usado na Bandeira da Costa Rica (de jure) e pertence a República da Costa Rica.
O brasão mostra um navio navegando em frente a três vulcões, a frente de outro navio a navegar ao nascer do sol. "

## História
Em"1823, aquando a admissão da província da Costa Rica na república federal dos Estados Unidos da América Central, existia um brasão comum para todos os estados, entrando em vigor na Costa Rica a 6 de Março de 1824. A 2 de Novembro de 1824 foi adoptado um brasão específico da Costa Rica. Já a 21 de Abril de 1840, o brasão foi alterado, aquando a separação da Costa Rica dos Estados Unidos da América Central. A 29 de Setembro de 1848 é novamente alterado, aquando o nascimento da República da Costa Rica. A 27 de Novembro de 1906 foi novamente alterado, pela lei número 18, mudando também a denominação "escudo de armas" para "escudo nacional". Foi novamente reformulado pela lei número 3429 de 21 de Outubro de 1964, com a adição de duas estrelas às cinco existentes no brasão anterior, devido ao surgir de mais duas próvincias na Costa Rica, a de Limón e de Puntarenas. A 5 de Maio de 1998 é publicado o decreto número 26853-SP, que especifica as cores utilizadas no brasão.

## Descrição
Entre os elementos que compõe o brasão actual, os dois barcos mercantes representam a história marítima do país, um deles a navegar no Mar das Caraíbas (Mar do Caribe) e outro no Oceano Pacífico, os quais banham a Costa Rica de ambos os lados. Os três vulcões, a verde azulado, identificam a geografia do país e são rodeados por um vale a verde claro. Por vezes, estes são descritos erradamente como sendo montanhas, mas oficialmente são denominados volcanes (vulcões). O sol poente (nascente), a ouro antigo, situa-se na linha de horizonte do lado esquerdo, representa a formação da república livre e independente. O nome da nação situa-se num listel branco com a legenda a ouro em maiúsculas "República de Costa Rica", e no topo do brasão, um listel azul enlaçado sobre a forma de coroa, com a legenda a prata em maiúsculas "América Central". Acima do listel branco, e cobertas por este, encontram-se folhas de Murta-comum a verde escuro. As sete estrelas de iguais dimensões e dispostas em arco, representam as sete províncias da Costa Rica: Alajuela, Cartago, Guanacaste, Heredia, Limón, Puntarenas e San José. No primeiro brasão de 1906, existiam apenas cinco estrelas, porque nessa altura representavam as cinco nações que compunham os Estados Unidos da América Central, da qual a Costa Rica fez parte aquando a existência entre 1823 e 1840, tendo mesmo o brasão dos Estados Unidos da América Central servido de inspiração para o primeiro brasão da Costa Rica.